# Federico Escaler
Federico Ocampo Escaler SJ (ur. 28 czerwca 1922 w Manili, zm. 28 listopada 2015 tamże) – jezuita, filipiński duchowny katolicki, prałat terytorialny Kidapawan 1976-1980 i Ipil 1980-1997.

## Życiorys
Święcenia kapłańskie otrzymał 19 czerwca 1954.
12 czerwca 1976 papież Paweł VI mianował go prałatem terytorialnym Kidapawan ze stolicą tytularną Girus Tarasii. 31 lipca tego samego roku z rąk kardynała Jaime'a Sina przyjął sakrę biskupią. 18 lutego 1978 zrezygnował z godności biskupa tytularnego Girus Tarasii. Dwa lata później, 28 lutego 1980 mianowany prałatem terytorialnym Ipil. 28 czerwca 1997 na ręce papieża Jana Pawła II złożył rezygnację z zajmowanej funkcji.
Zmarł 28 listopada 2015.